# Mary Earps
Mary Earps, née le 7 mars 1993 à Nottingham au Royaume-Uni, est une footballeuse internationale anglaise. Elle évolue au poste de gardienne de but au Paris Saint-Germain.

## Biographie

### En club

#### Découverte du football
Après avoir débuté le football au West Bridgford Colts, Mary Earps intègre le centre de formation de Leicester City.

#### Leicester City
Lors de la saison 2009-2010, Earps est promu au sein de l'équipe première de Leicester City, afin de concurrencer Leanne Hall.

#### Nottingham Forest
La saison suivante, Earps signe pour Nottingham Forest. Remplaçante la plupart du temps, elle assiste depuis le banc, à la défaite de Nottingham Forest contre Barnet lors de la finale de la FA Women's Premier League Cup.

#### Doncaster Rovers et prêt
À l'âge de 18 ans, elle signe au Doncaster Rovers, juste avant le début de la saison inaugurale de la saison 2011. L'entraîneur du club, John Buckley, s'enthousiasmant de s'assurer ses services : « Elle a un potentiel exceptionnel et un avenir très brillant devant elle ». Peu de temps après son arrivée au club, elle est prêtée à Coventry United pour le reste de la saison.

#### Birmingham City
Après avoir passé la saison 2012 avec le Doncaster Rovers, Earps rejoint Birmingham City pour la saison 2013. En novembre 2013, elle fait ses débuts en Ligue des champions lors de la victoire 5-2 contre le FK Zorkiy Krasnogorsk, au stade St Andrew's. À la suite de la présence de Rebecca Spencer qui limite son temps de jeu à Birmingham City, Earps rejoint Bristol City en 2014.

#### Bristol City
Avec Bristol City, Earps jouera tous les matchs hormis un en 2014 et un en 2015. Malgré ses matchs réguliers, l'équipe sera reléguée à la fin de sa deuxième saison. Après la relégation du club, l'anglaise est transférée à Reading.

#### Reading
Lors de sa première saison avec Reading, l'anglaise remporte le PFA Team of the Year.

#### VfL Wolfsburg
En juin 2018, Earps rejoint le VfL Wolfsbourg, champion en titre de Bundesliga. Elle fait ses débuts le 8 septembre 2018 lors d'une victoire 11-0 contre Hannover 96 en deuxième tour du DFB-Pokal. L'équipe remporte son troisième doublé national consécutif au cours de la saison 2018-2019.

#### Manchester United
Le 12 juillet 2019, après une saison en Allemagne, Earps retourne en Angleterre pour signer avec le nouveau promu, Manchester United. La gardienne fait ses débuts avec Manchester United contre Manchester City en championnat le 7 septembre 2019, une défaite 1-0 dans le derby inaugural de Manchester. Elle garde pour la première fois ses buts inviolés le 28 septembre 2019 lors d'une victoire 2-0 contre Liverpool, la première victoire du club en championnat. Le 26 février 2021, Earps signe un nouveau contrat avec le club jusqu'en 2023 avec l'option d'une année supplémentaire.

#### Paris Saint-Germain
Le 1er juillet 2024, Earps s'engage avec le Paris Saint-Germain pour un contrat de deux ans.

### En équipe nationale
En juin 2017, Earps est convoquée au camp d'entraînement de l'équipe d'Angleterre afin d'être le quatrième choix comme gardienne de but pour l'Euro 2017. Le 11 juin 2017, elle joue son premier match pour l'Angleterre, lors d'un match amical contre la Suisse à Bienne (victoire 0-4).
Le 8 mai 2019, elle est retenue par le sélectionneur Phil Neville afin de participer à la Coupe du monde organisée en France.
Le 15 juin 2022, elle est sélectionnée par Sarina Wiegman pour disputer l'Euro 2022.

## Palmarès

### En sélection nationale
- Angleterre
  - Vainqueur du Championnat d'Europe : 2022
  - Vainqueur de la Finalissima féminine : 2023

### En club
Manchester United
- Vainqueur de la Coupe d'Angleterre en 2024.
- Finaliste de la Coupe d'Angleterre en 2023.

### Individuel
- Membre de l'équipe-type du Championnat d'Europe en 2022
- The Best, Gardienne de but de la FIFA 2022
- Membre de l'équipe type de Women's Super League en 2023[13]